# Ahmad al-Alawi

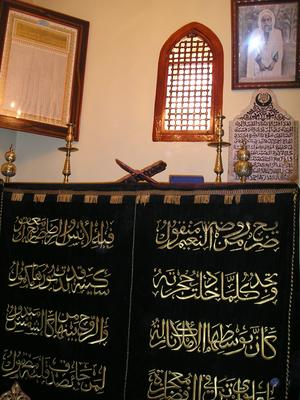
Túmulo do xeque Ahmad al-Alawi em Mostaganém, Argélia

O xeque Ahmad al-Alawi (Mostaganém, Argélia, 1869 — 1934) foi um dos últimos grandes representantes da mística islâmica no mundo contemporâneo.

## Biografia
Foi o fundador de uma das mais importantes confrarias sufis contemporâneas, a Darqawia Alawia, ramo da ordem Shadhilia, originária do século XIII, e o qutub ("polo espiritual" ou principal santo de uma época, no caso a primeira metade do século XX).
Al-Alawi teve alguns seguidores europeus, entre eles Frithjof Schuon e Martin Lings; este último escreveu sua aclamada biografia A Sufi Saint of the Twentieth Century.
No início do século XX, sua confraria chegou a contar com dezenas de milhares de discípulos em todo o Magrebe e na Europa.
O místico muçulmano começou sua jornada espiritual em 1894, quando se tornou discípulo, no vizinho Marrocos, do xeque Muhammad al-Buzidi, da tariqa (ordem mística muçulmana) Darqawia. Após a morte de Buzidi, em 1909, retornou a Mostaganém e em 1914 estabeleceu sua confraria, denominada Alawia em homenagem ao quarto califa, Ali, genro do profeta Maomé — que lhe apareceu numa visão e lhe deu o nome para a nova fraternidade.[carece de fontes?]
Al-Alawi foi um crítico tanto do extremismo fundamentalista, como exemplificado pela Irmandade Muçulmana, fundada no Egito em 1928, como do modernismo secularista (tipificado pela Turquia de Kemal Atatürk). Para ele, as respostas aos desafios da modernidade estão nas doutrinas e práticas do Islã tradicional e espiritual. Seu método espiritual enfatizava o dhikr (invocação do Nome Divino) e a khalua (retiro espiritual). Para ele, todos os ritos da religião não tem outro propósito senão provocar no adepto a "Lembrança de Deus".